# دار القرآن
دار القرآن: أحمد سحنون هي مؤسسة جزائرية رسمية مختصة في علوم القرآن، ويقع مقرها في بئر مراد رايس ضمن ولاية الجزائر.
هذه الدار تشرف عليها مديرية الشؤون الدينية والأوقاف لولاية الجزائر تحت وصاية وزارة الشؤون الدينية والأوقاف ضمن المرجعية الدينية الجزائرية.

## التأسيس
تم افتتاح «دار القرآن: أحمد سحنون» بالجزائر العاصمة بتاريخ 16 أفريل 2012م بعد أن كلف إنجازها ميزانية قدرها 132 مليون دينار جزائري.
وجاء هذا الإنشاء بفضل هبات وصدقات وأموال المحسنين، سواء بتقديم أدوات ومواد البناء أو المال مباشرة.
وتبلغ طاقة استيعاب هذه الدار القرآنية نحو 2 000 طالب مسجل.

## التدشين
قام تدشين هذا الصرح التعليمي القرآني في الجزائر العاصمة بمناسبة يوم العلم بتاريخ 16 أفريل 2012م من طرف وزير الشؤون الدينية والأوقاف الجزائري آنذاك أبو عبد الله غلام الله.
ونظمت بالمناسبة ندوة حول العلامة أحمد سحنون الذي كان يحلم ببناء الدار، واعتبر وزير الشؤون الدينية، في كلمته الافتتاحية، أن إنجاز الدار جاء تنفيذا لوصية الشيخ أحمد سحنون لتلامذته، موضحا بأن الرجل كان من أبناء الجزائر المخلصين، الذين قدموا لها الكثير، ويؤمنون بها دينا وثقافة وخصوصيات وجهادا وتراثا، مضيفا أن المواطن الصالح من يحترم هذا في الجزائر، لأن هناك من يريدها على غير هذا وأن يستبدل دينها وتاريخها، متمنيا أن يتخرج من هذه الدار جيل مخلص ومحب للجزائر، كرائد النهضة عبد الحميد بن باديس وتلميذه أحمد سحنون.

## الأهداف
تهدف هذه الدار، التي هي صرح علمي وتعليمي وديني، إلى تعليم القرآن واللغة العربية والأخلاق الإسلامية والقيم الإسلامية وحسن الخلق، بالإضافة إلى تنمية الحس الوطني وتخليص الشباب من الأفكار والأمراض الهدامة والمحافظة على تراث الجزائر، مع إحياء المناسبات الوطنية والدينية والاحتفاء بأعلام الجزائر.

## رواية ورش عن نافع
تساهم دار القرآن: أحمد سحنون على الحفاظ على المرجعية الدينية الجزائرية المتمثلة في العقيدة الأشعرية والمذهب المالكي والتصوف الجنيدي.
وتتخصص هذه الدار في دعم قراءة القرآن وفق رواية ورش عن نافع من طريق الإمام الأزرق التي اعتمدتها أجيال الشعب الجزائري منذ أكثر من اثني عشر قرنا.
وتساهم هذه المدرسة المتخصصة في توفير قراء القرآن أثناء صلاة التراويح المتمكنين من رواية ورش عن نافع في كل شهر رمضان في مساجد ولاية الجزائر وضواحيها.
وتتعاون هذه الدار مع الزوايا في الجزائر من أجل الحفاظ على مرجعية الإقراء في البلاد من التيارات الدخيلة والنحلية والهدامة.

## محو الأمية
تسهر دار القرآن: أحمد سحنون على برامج محو الأمية لدى كبار السن وغيرهم من الأصناف الاجتماعية.

## الموقع
تقع دار القرآن: أحمد سحنون على بعد 10 كلم إلى الشرق من مدينة الجزائر العاصمة، وعلى بعد 1 كلم عن البحر الأبيض المتوسط.
تقع هذه الدار في بلدية بئر مراد رايس بـمتيجة ومنطقة القبائل.

## المدراء
لقد تعاقب العديد من المدراء على دار القرآن منذ إنشائها بتاريخ 16 أفريل 2012م.
يقوم هذا المدير بتسيير الموارد البشرية، المادية والمالية الموضوعة تحت تصرفه، إضافة إلى عمليات التجهيز تحت سلطته، وهو بذلك يتمتع بصفة الآمر بالصرف بالنسبة للميزانية المخصصة لمصلحته.
| رقم | مدير       | بداية          | نهاية |
| --- | ---------- | -------------- | ----- |
| 01  | مراد خيشان | 16 أفريل 2012م |       |

### مقالات إضافية
- المرجعية الدينية الجزائرية
- الحزب الراتب: الحزاب - الباش حزاب - السلكة
- وزارة الشؤون الدينية والأوقاف بالجزائر
- اللجنة الوطنية لمراقبة الأهلة
- المجلس العلمي للإفتاء بالجزائر
- التراث الفقهي الجزائري
- المجلس الإسلامي الأعلى بالجزائر
- مديرية الشؤون الدينية والأوقاف لولاية الجزائر
- قائمة المساجد في ولاية الجزائر
- دار الإمام

### فيديوهات
- دار القرآن الشيخ أحمد سحنون في الجزائر العاصمة على يوتيوب.

### وصلات خارجية
- دار القرآن  على فيسبوك.